# Don't Give Up (Peter Gabriel e Kate Bush)
Don't Give Up è un singolo di Peter Gabriel cantato insieme a Kate Bush pubblicato nel 1986 ed estratto dall'album So. Il singolo trascorse undici settimane nella classifica del UK Top 75 nel 1986, piazzandosi alla nona posizione. Descrive la disperazione di un uomo che si sente isolato e sconfitto dal sistema economico, e il supporto e il consiglio saggio è cantato da Kate Bush nel ritornello. C'erano due video musicali per questa canzone creati da Godley & Creme. Il primo consisteva in un'unica scena dove i due cantanti si abbracciano, mentre il sole entra in eclissi totale e riemerge. Il secondo mostra i volti di Gabriel e di Bush che si sovrappongono ad un filmato di una città e delle sue persone in rovina.

## Tracce
12" (UK)
1. Don't Give Up - 5:55
2. In Your Eyes (Special Mix) - 5:27
3. This is the picture - 4:25

12" (USA)
1. Don't Give Up (LP version) - 5:55
2. Don't Give Up (edit) - 5:55
3. Curtains - 4:26

7"
1. Don't Give Up - 5:55
2. In Your Eyes (Special Mix) - 5:27

## Classifiche
| Classifica                           | Posizione |
| ------------------------------------ | --------- |
| Irish Singles Chart                  | 4         |
| Dutch Singles Chart                  | 4         |
| Australian Singles Chart             | 5         |
| U.K. Singles Chart                   | 9         |
| New Zealand Singles Chart            | 16        |
| German Singles Chart                 | 27        |
| Canadian Singles Chart               | 40        |
| U.S. Billboard Hot 100 Singles Chart | 72        |

## Altre versioni

### Versione dei The Midway State e Lady Gaga
Nel maggio 2009, venne fatta una cover dagli The Midway State, un gruppo musicale canadese con cui hanno collaborato diversi artisti di fama mondiale tra cui, in questa canzone, Lady Gaga. Si tratta di un singolo molto orecchiabile, frizzante e accattivante. In questa canzone ascoltiamo una Lady Gaga più dolce e più semplice. Mai pubblicato ufficialmente, la canzone e il video furono pubblicati online. Secondo Lady Gaga la reinterpretazione venne fatta in modo "che i giovani ne vorrebbero sapere di imparare qualcosa da Kate Bush".
Il singolo è accompagnato da un semplice video, simile al video della versione originale della canzone, accompagnato da "coccole e abbracci" fra i due cantanti dando accoglienza e calore.

### Versione di Peter Gabriel e Paula Cole
La canzone fu inclusa nel tour di Secret World Live di Peter Gabriel insieme alla cantante Paula Cole. La pubblicazione in DVD di un'esibizione in Italia nel 1993 include il duetto.

### Versione di Peter Gabriel e Tracy Chapman
Tracy Chapman e Peter Gabriel esibirono la canzone dal vivo il 16 aprile 1990 al "Nelson Mandela, an international tribute for a free South Africa" a Wembley.

### Versione di Máire Brennan e Michael McDonald
Máire Brennan incluse una cover della canzone come traccia bonus nel suo album del 1999 Whisper to the Wild Water. In questa versione Michael McDonald "dice" a Máire di "non preoccuparsi" ("don't give up").

### Versione di Shannon Noll e Natalie Bassingthwaighte
Una reinterpretazione fu registrata dall'artista australiano Shannon Noll e dell'ex frontwoman delle Rogue Traders Natalie Bassingthwaighte. Fu registrata per la compilation Home: Songs of Hope & Journey. Fu pubblicato come singolo di beneficenza per l'organizzazione beyondblue. Fu una delle canzoni più aggiunte nelle radio australiane nelle prime settimane. Il video musicale mostra Noll e Bassingthwaighte mentre registrano la canzone.

### Versione di Willie Nelson e Sinéad O'Connor
Una reinterpretazione della canzone fu inclusa nell'album di Willie Nelson Across the Borderline, prodotto da Don Was, Paul Simon e Roy Halee. Le parti cantate da Kate Bush sono cantate da Sinéad O'Connor.

### Versione di Alicia Keys e Bono
La cantante R&B Alicia Keys e il cantante degli U2 Bono Vox registrarono una reinterpretazione della versione intitolata Don't Give Up (Africa) per il World AIDS Day. Il singolo fu pubblicato esclusivamente su iTunes; il ricavato andò in beneficenza al Keep a Child Alive, per il quale la Keys è portavoce.

### Altri artisti che hanno fatto una cover della canzone
- Herbie Hancock
- The Shadows
- Gregorian e Sarah Brightman
- Jody Watley
- Show of Hands
- Xavier Naidoo
- Take 6
- Jimi Mbaye
- Tara MacLean
- Tina Arena e Jeff Martin
- Pink (cantante) e John Legend

### Nella cultura di massa
- La canzone fu usata durante i titoli di coda nel film Il collezionista di ossa, con Denzel Washington e Angelina Jolie.
- Fu usata anche alla fine del film Perfect Body.
- Fu usata anche in un episodio di Miami Vice.
- La canzone fu usata alla fine del film La grande onda.
- Fu usata anche in un episodio di Cold Case.
- Il gruppo musicale Take That, da una votazione a maggioranza, scelsero la canzone per la loro entrata per il libro Inspired* By Music. Il libro, il quale raccoglie fondi per il The Prince's Trust, consiste in gente famosa che ascoltava canzoni che ispirarono loro[4].
- La canzone fu usata nei titoli di coda dell'episodio di Red Oaks "Una piccola proposta di affari".

## Classifiche
| Classifica (1986) 1             | Posizione       |
| ------------------------------- | --------------- |
| Australian ARIA Singles Chart   | 5               |
| New Zealand RIANZ Singles Chart | 16              |
| UK Singles Chart                | 9               |
| U.S. Billboard Hot 100          | 50              |
| Classifica (2006) 2             | Posizione       |
| Australian ARIA Singles Chart   | 2               |
| ARIA Australasian Singles Chart | 1               |
| Australian Airplay Chart        | 1 (6 settimane) |

- 1 Peter Gabriel e Kate Bush.
- 2 Shannon Noll e Natalie Bassingthwaighte.